# Santiago Maior (Castelo de Vide)
Santiago Maior es una freguesia portuguesa del concelho de Castelo de Vide, con 58,74 km² de superficie y 426 habitantes (2001). Su densidad de población es de 7,3 hab/km².